# Every Day Is Exactly the Same
«Every Day Is Exactly the Same» (в пер. с англ. Каждый день похож на предыдущий, также известен как Halo 21) — третий сингл из альбома With Teeth американской индастриал-группы Nine Inch Nails. Релиз сингла состоялся 4 апреля 2006 года. Помимо самой песни «Every Day is Exactly the Same», сингл содержал несколько ремиксов и тем самым стал своеобразной заменой альбому ремиксов, которые выходили после каждого студийного альбома ещё со времён выхода Broken.

## О сингле

Кадр из клипа «Every Day Is Exactly the Same». Это изображение было опубликовано на сайте NIN, но видео так и не было выпущено.

«Every Day Is Exactly the Same» достиг 1-го места в хит-параде Hot Modern Rock Tracks и 12-го места в чарте Mainstream Rock Tracks. Песня также достигла 1-й строчки в канадском хит-параде и получила номинацию на премию «Грэмми» в категории «Лучшее хард-рок исполнение». Видеоклип на песню «Every Day is Exactly the Same» был снят Френсисом Лоуренсом, однако его выход по неизвестной причине был отменён. Несмотря на то, что клип так и не транслировался на телевидении, сингл оставался в чартах Billboard и Hot Dance Singles Sales до конца 2006 года.
Сингл получил в основном положительные отзывы от музыкальных критиков. В частности, сайт Allmusic высоко оценил представленные на сингле ремиксы, написав, что они «фактически лучше, чем оригинальные версии». Особенно Allmusic отметил звучание ремикса «Sam Fog vs. Carlos D Mix», назвав его «клаустрофобным и замкнутым, как музыка NIN». Обзор от Pitchfork Media также был положительным. Сайт высоко оценил ремиксы «The Hand That Feeds» (DFA Mix) и «Only» (El-P Mix).

## Список композиций
Все песни написаны Трентом Резнором.

### CD (США)
1. «Every Day Is Exactly the Same» — 4:57
2. «The Hand That Feeds» (DFA Mix) — 9:03
3. «The Hand That Feeds» (Photek Straight Mix) — 7:47
4. «Only» (El-P Mix) — 4:22
5. «Only» (Richard X Mix) — 7:25
6. «Every Day Is Exactly the Same» (Sam Fog vs. Carlos D Mix) — 5:03

### CD (Япония)
1. «Every Day Is Exactly the Same» — 4:57
2. «The Hand That Feeds» (DFA Mix) — 9:03
3. «The Hand That Feeds» (Photek Straight Mix) — 7:47
4. «Only» (El-P Mix) — 4:22
5. «Only» (Richard X Mix) — 7:25
6. «Every Day Is Exactly the Same» (Sam Fog vs. Carlos D Mix) — 5:03
7. «The Hand That Feeds» (Photek Dub Mix) — 7:52
8. «Love Is Not Enough» (запись с репетиции) — 3:51

### ПромоCD
1. Everyday Is Exactly The Same (укороченная версия) — 3:51
2. Everyday Is Exactly The Same — Interpol Mix Edit — 4:09
3. Everyday Is Exactly The Same (альбомная версия) — 4:56

## Позиции в чартах
| Чарт (2006)                          | Позиция |
| ------------------------------------ | ------- |
| Canada (Nielsen SoundScan)           | 1       |
| US Billboard Hot 100                 | 56      |
| US Billboard Modern Rock Tracks      | 1       |
| US Billboard Mainstream Rock Tracks  | 12      |
| US Billboard Pop 100                 | 48      |
| US Billboard Hot Dance Singles Sales | 1       |